# Чень Цюці
Чень Цюці (4 липня 1980) — китайська хокеїстка на траві.
Срібна призерка Олімпійських Ігор 2008 року, учасниця 2004 року.
Переможниця Азійських ігор 2002, 2006 років.
Срібна призерка Трофею чемпіонів 2003 року.
Бронзова призерка Чемпіонату Азії 2004, 2007 років.